# Sibylle Kessal-Wulf
Sibylle Kessal-Wulf (* 25. November 1958 in Stadthagen) ist eine deutsche Juristin. Sie war von Dezember 2011 bis Dezember 2023 Richterin des Bundesverfassungsgerichts. Zuvor war sie ab 2001 Richterin am Bundesgerichtshof, zuletzt als Vorsitzende Richterin.

## Leben
Sibylle Kessal-Wulf studierte ab 1977 Rechtswissenschaft an der Christian-Albrechts-Universität zu Kiel. 1982 absolvierte sie ihr erstes und 1985 ihr zweites juristisches Staatsexamen. Anschließend begann sie 1985 in Schleswig-Holstein als Proberichterin am Amts- und Landgericht Flensburg ihre richterliche Karriere. 1988 wurde sie Richterin am Amtsgericht Flensburg. Nach einer Abordnung an das Schleswig-Holsteinische Oberlandesgericht wurde sie anschließend 1992 Richterin an dem Oberlandesgericht. Sie gehörte dort dem für Gesellschafts-, Bank- und Börsenrecht zuständigen 5. Zivilsenat des Oberlandesgerichts an. Während der Tätigkeit als Richterin am Oberlandesgericht promovierte sie 1995 zum Thema Die Innenverbände: am Beispiel Publikumsgesellschaft, Franchising, Mitarbeiterbeteiligung und Betriebsverband an der Christian-Albrechts-Universität zu Kiel bei Dieter Reuter.
Am 2. Mai 2001 trat sie ihren Dienst als Richterin am Bundesgerichtshof an und gehörte dort dem IV. Zivilsenat des Bundesgerichtshofes an, der zuständig ist für Versicherungs- und Erbrecht. Neben der Tätigkeit im IV. Senat war sie auch in anderen Senaten des Bundesgerichtshofes im Zusammenhang mit Fragen der Zwangsvollstreckung befasst und Beisitzerin im Senat für Notarsachen. 2010 wurde sie stellvertretende Vorsitzende des Senats für Notarsachen. Im Februar 2011 wurde ihr der Vorsitz des IV. Zivilsenats übertragen. Daneben übernahm sie den Vorsitz im Senat für Patentanwaltssachen und den stellvertretenden Vorsitz im Senat für Anwaltssachen.
Im November 2011 wurde bekannt, dass CDU und CSU Sibylle Kessal-Wulf als Nachfolgerin für den ausscheidenden Verfassungsrichter Rudolf Mellinghoff vorschlagen. Am 25. November 2011 wurde sie daraufhin vom Bundesrat zur Richterin des Bundesverfassungsgerichts gewählt. Am 19. Dezember 2011 wurde Kessal-Wulf für ihr neues Amt vereidigt. Sie gehörte dem Zweiten Senat des Bundesverfassungsgerichts an. Sie war Berichterstatterin für das am 15. November 2023 verkündete Urteil des Bundesverfassungsgerichts, welches das Gesetz über den Zweiten Nachtragshaushalt für verfassungswidrig erklärt hat. Am 21. Dezember 2023 übergab der Bundespräsident Kessal-Wulf die Entlassungsurkunde und ernannte Holger Wöckel zu ihrem Nachfolger.
Zum 1. April 2024 folgt Kessal-Wulf Wilhelm Schluckebier an der Spitze des Versicherungsombudsmannvereins, der außergerichtlichen Schlichtungsstelle für Versicherungsfragen.
Kessal-Wulf ist auch rechtswissenschaftlich tätig, etwa durch Mitarbeit an dem Großkommentar Staudinger.

## Ehrungen
- 2023: Großes Bundesverdienstkreuz mit Stern und Schulterband[11]